# Posoltega
Posoltega es un municipio del departamento de Chinandega en la República de Nicaragua. Se localiza en la zona occidental de la región Pacífico del país, y dista 116 kilómetros de la capital de Managua.
En las décadas de los años 1960 y 1970 del siglo XX fue conocido como "pueblo bananero" por el cultivo extensivo de bananos en la hacienda "San Pablo". En la actualidad se destaca como una ciudad de productores agrícolas.

"Posoltega" tiene su origen en un asentamiento prehispánico, tal y como denota la raíz etimológica de los vocablos náhuatl "posoli-tecatl", que se traduce como "vecinos de la fuente espumosa", "vecinos del borbollón" o "poblado cerca de la tierra que arde".

## Geografía
El municipio comprende tres zonas morfológicamente definidas:
- Zona de la Planicie: el 54% del área municipal, concentra en un 94% aproximadamente los cultivos anuales de agro-exportación y producción para consumo local, asimismo la producción cañera y las industrias del municipio, asimismo las zonas de mayor desarrollo urbanístico, con la carretera Panamericana que atraviesa el municipio de este a oeste.

Caracterizada por mesetas planas y colinas con suelos de vocación pecuaria y forestal, es el territorio de mayor desarrollo regional y potencial de recursos hídricos para el consumo humano e irrigación.
- Zona de la Cordillera Volcánica: el 43% del área municipal, la parte más alta del municipio, concentra toda la producción café del municipio, además del bosque de distintas especies y su actividad de ganadería mayor, se extiende en un eje central que atraviesa toda la región, iniciando en su extremo noroeste con el volcán Cosigüina y las Lomas de Buena Vista, continuando hacia el sur con el Complejo de la cordillera volcánica de Los Maribios (Volcán Casita).

Compuesta por suelos de vocación forestal, es una Zona de Conservación que forma parte de las áreas protegidas de la región. De gran belleza escénica, encierra complejos volcánicos aún activos que albergan algunos reductos de vegetación característica de bosques tropicales secos. Con un alto potencial para la conservación de la biodiversidad y sentar las bases de un desarrollo turístico en convivencia con la naturaleza.
- Zona de la Depresión Nicaragüense: el 3% del municipio, ubicada entre la cordillera de Los Maribios y la zona de montañas del nordeste, forma parte de la Depresión Nicaragüense que atraviesa el centro del país.

Caracterizada por su topografía casi plana en el norte y algunas estribaciones en el sudeste que presentan similitud con la subzona del Pie de Monte. Concentra suelos de vocación pecuaria que en la actualidad presenta extensas áreas de maleza y una incipiente actividad pecuaria de carácter extensivo, que promueve muy poco el desarrollo de la planicie.

### Límites
Limita al norte con los municipios de Chinandega y Chichigalpa, al sur con el municipio de Quezalguaque, al este con los municipios de Telica y Quezalguaque y al oeste con el municipio de Chichigalpa.

Sus antiguos pobladores pertenecían a la tribu de los Maribios del pueblo indígena de los Nagrandanos, que se ubicaron en las faldas del volcán Casita. El traslado a su actual ubicación se produjo posiblemente por lo accidentado del terreno y la escasez de agua.
Posoltega tenía otro pueblo indígena Posolteguilla. Hasta el año de 1821 pertenecía al Corregimiento de Sutiava, el cual finalizó al pasar Nicaragua a ser Estado de la República Federal de Centroamérica.
El 21 de diciembre de 1838, se formó el departamento que comprendía León y Chinandega dividiéndose en el año 1858 en los departamentos de León y Chinandega. Trazándose la línea divisoria de ambos departamentos el 18 de agosto de 1862 y recibió sus derechos de ciudad el 16 de noviembre de 1967.

## Demografía
Posoltega tiene una población actual de 19,362 habitantes. De la población total, el 50.1% son hombres y el 49.9% son mujeres. Casi el 42.5% de la población vive en la zona urbana.

## Naturaleza y clima
Tiene un clima tropical de sabana, con una temperatura media anual de 27 °C y una precipitación anual de entre 800 y 1500 mm. Posee una marcada estación seca de 6 meses, de noviembre a abril.

## Localidades
El municipio está compuesto por un casco urbano con 4 barrios: Zona 1, Zona 2, Zona 3 y Zona 4.
La zona rural se agrupa en comarcas con sus comunidades, de la manera siguiente:
- Juan XXII 
  - Filiberto Morales (Las Pulgas)
  - María del Pilar Gutiérrez (Valle Las Mayorgas)
  - Jacinto Baca Jerez
  - El Mojón
  - San Rafael
  - Valle Viejo #1
  - Valle Viejo #2

- El Bosque 
  - Calle Real El Bosque (El Bosque #1)
  - El Bosque Nueva España (El Bosque #2)
  - El Torreón
  - Reparto Juan Bautista Peguero
  - La Ceiba
  - La Joya
  - Río Seco
  - Reparto San Carlos

- El Tanque 
  - Posolteguilla
  - San Gilberto
  - Santa María
  - Vida y Esperanza

- El Ojochal
  - El Ojochal
  - El Toro
  - Guanacastal
  - Karawala
  - Las Carpas
  - Los Mangles
  - Los Portillos
  - Rigoberto López Pérez (El Porvenir)
  - Rolando Rodríguez (Las Parcelas)

- San José del Tololar
  - Armando Herrera
  - Augusto César Sandino
  - Todo es Humo
  - Tololar #1
  - Tololar #2
  - Tololar #3

- Los Zanjones 
  - Los Zanjones
  - La Leona
  - La Virgen

Existen varias comunidades que se listan a continuación: Betania, Betesda, Chiquimulapa, Divina Misericordia, El Trianón, La Concepción 
La Providencia, Monte de San Juan, Monte Olivo, San Antonio y Santa Narcisa.

Es un municipio eminentemente agrícola; la población se dedica al cultivo de caña de azúcar, maní, soya, café y otros granos básicos, posee una planta descortezadora de ajonjolí. La actividad ganadera es reducida, teniendo algunas manzanas de pasto mejorado y pasto natural.

## Gastronomía
Son comidas típicas de sus habitantes, las siguientes:
- Ayaco: preparada con carne de res fresca y salda, masa de maíz, trozos de yuca y plátanos maduros.

- Pinol de Iguana: preparada con masa de maíz, carne y huevos de iguana o garrobo.

Otras comidas con base de maíz son: güirilas, tamales: yoltamal, pizque, paco, tortillas y cosa de horno: perrereque, empanaditas o rellenitas de queso dulce.
Otras comidas tradicionales: gallo pinto, repochetas, leche agria, cuajada, buñuelos, vigorón, enchiladas, pastel de piña y queso, sopa de mondongo, res, sopa de queso, arroz aguado, indio viejo, albóndigas y cajetas. 
Las bebidas preparadas con base de maíz son: pozol, tiste con masa de tortilla amanecida, pinolillo y pinol.
Otras bebidas: cacao, semilla de jícaro, linaza, cebada y frutas de temporada como mamones, guayabilla, naranja agria, calala, entre otras. 
En los trapiches se prepara la miel de caña de azúcar y los alfeñiques junto con los atajos de dulce o rapadura.
Postres dulces: atol de pujagua, atol de maíz, cusnaca, mota de atol de piñuela, caramelos de nancite, caramelo de papaya verde, mermeladas de jocote y mango.

## Festividades

### Fiestas religiosas
El monumento colonial más notable de la ciudad es la "Iglesia Jesús Nazareno", declarada "Monumento Nacional Histórico" el 27 de octubre de 1954. Sus paredes resguardan dos imágenes talladas que datan del siglo XVII.
- Jesús Nazareno, patrón titular de la ciudad, imagen que fue donada por fray Pedro Agustín Morel de Santa Cruz y Lora, Obispo de Nicaragua y Costa Rica. Entre 1743 y 1748 estuvo al cuidado de los Mercedarios, después pasó bajo custodia de los Franciscanos. La Cruz fue donada por Domingo Guzmán.

- Nuestra Señora de los Peligros o Virgen de los Peligros, compatrona de la ciudad, cuya imagen fue una donación de monseñor Isidro Augusto Oviedo y Reyes, Obispo de la diócesis de León, siendo traída desde el corregimiento de Sutiaba a inicios de la década de los años 1950 del siglo XX.

Ambas fiestas religiosas, al no tener fecha fija, son celebradas anualmente durante la Semana Santa. Los días anteriores a la Cuaresma, los creyentes dan significado a la fiesta de "carnestolendas" (carnis tollendus) como "hacer un alto en el camino de la vida".

## Sitios de interés

### Parque Memorial Volcán Casita
En las faldas del volcán Casita se localiza el "Monumento Memorial a las Víctimas del Huracán Mitch" dentro del "Parque Memorial Volcán Casita".
La mañana del jueves 29 de octubre de 1998 más de 2000 personas perecieron por el deslave originado en las estribaciones superiores del volcán. 
El alud de lodo caliente sulfuroso, con un radio de más de 3 kilómetros, se desplazó por más de 12 kilómetros con tal fuerza que arrastró rocas y árboles destruyendo a su paso las comunidades "Rolando Rodríguez" y "El Porvenir".
Durante esos días aciagos, el sacerdote Benjamín Villarreal era el cura párroco de la ciudad, para El los verdaderos héroes después de la tragedia fueron unos 25 muchachos, a quienes llamaban "los vagos del pueblo":
"Hay que resaltar el valor y el coraje de los muchachos de Posoltega. Ellos estuvieron ayudando, antes que el Ejército o la Cruz Roja, porque estaban aquí. Andaban sólo un mecate, nada en el estómago porque no había comida y descalzos. Cruzaban los ríos de lodo amarrados unos con otros, rescatando sobrevivientes y cadáveres".
También, se destacó el rol activo de la maestra Felicita Zeledón, quien era la alcaldesa y fue la primera que hizo el llamado de auxilio al gobierno de entonces, cuyo vocero oficial la calificó como "una locura".
En una breve carta que dirigió a William Jefferson Clinton, el presidente estadounidense, durante su visita histórica y solidaria, la maestra Felicita, escribió:   
"Cuando usted escuche el nombre de Posoltega, recuerde que aquí ha sembrado una semilla de esperanza y solidaridad con los países pobres como Nicaragua."

### Sitios arqueológicos
En la comunidad de Posolteguilla, cuyo asentamiento prehispánico desapareció por los embates del cólera, todavía existen las bases de lo que fue el altar mayor y las paredes laterales de una hermosa parroquia. Se trata de una estructura arquitectónica colonial cuyos vestigios parece ser estaban vinculados a un "templo" o "galpón" comunitario (que pudo funcionar como "tiangue") que estuvo bajo el cacicazgo de Sutiaba. Posolteguilla, hasta el año 1821, pertenecía al corregimiento de Sutiaba, pero en 1858 se formaron los departamentos de León y Chinandega, trazándose la línea divisoria entre ambos territorios el 18 de agosto de 1862, cuyo primer poblado de Chinandega fue Posoltega como cabecera departamental.
En el cerro "El Gallo" en la comunidad de Chiquimulapa se encontró un yacimiento arqueológico, debido a la presencia de un promontorio construido con canto rodado y tierra, con forma ovalada, de 40 por 27 metros de largo y ancho, respectivamente, y 2,5 metros de altura. Las evidencias culturales fueron lítica (piezas talladas en piedra) y cerámica (una urna funeraria y objetos de barro quemadas en horno), "tierra quemada" de lo que parece ser un "bahareque" o "bajareque" de alguna vivienda primitiva construida de cañas o palos entretejidos y unidos con una mezcla de tierra húmeda y zacate. Según estimaciones, las piezas datan de los períodos Bagace y Metepe, de 600 a 1500 años después de Cristo.
En colecciones privadas de pobladores, dispuestos a la creación de un museo de arqueología e historia municipal, se encuentras valiosas arqueológicas como tinajas y trípodes de barro, piezas de piedra, cristal, obsidiana y jade.

## Transporte
El municipio se encuentra a lo largo del ferrocarril ahora en desuso entre las ciudades de Chinandega y León. La carretera rural entre las ciudades también pasa por el municipio, pero corre dos kilómetros al norte de la ciudad central.